# 弗雷德里克 (马里兰州)
弗雷德里克是位于美国马里兰州弗雷德里克县的一座城市，也是该县的县治所在。弗雷德里克是仅次于巴尔的摩和罗克维尔的马里兰州第三大城市。根据美国人口调查局2000年统计，共有人口52,767人，其中白人占77.04%、非裔美国人占14.74%、亚裔美国人占3.15%。2006年估計人口為58,882 人。